# Surlabourage
Cet article court présente un sujet plus développé dans : Régression et dégradation des sols.

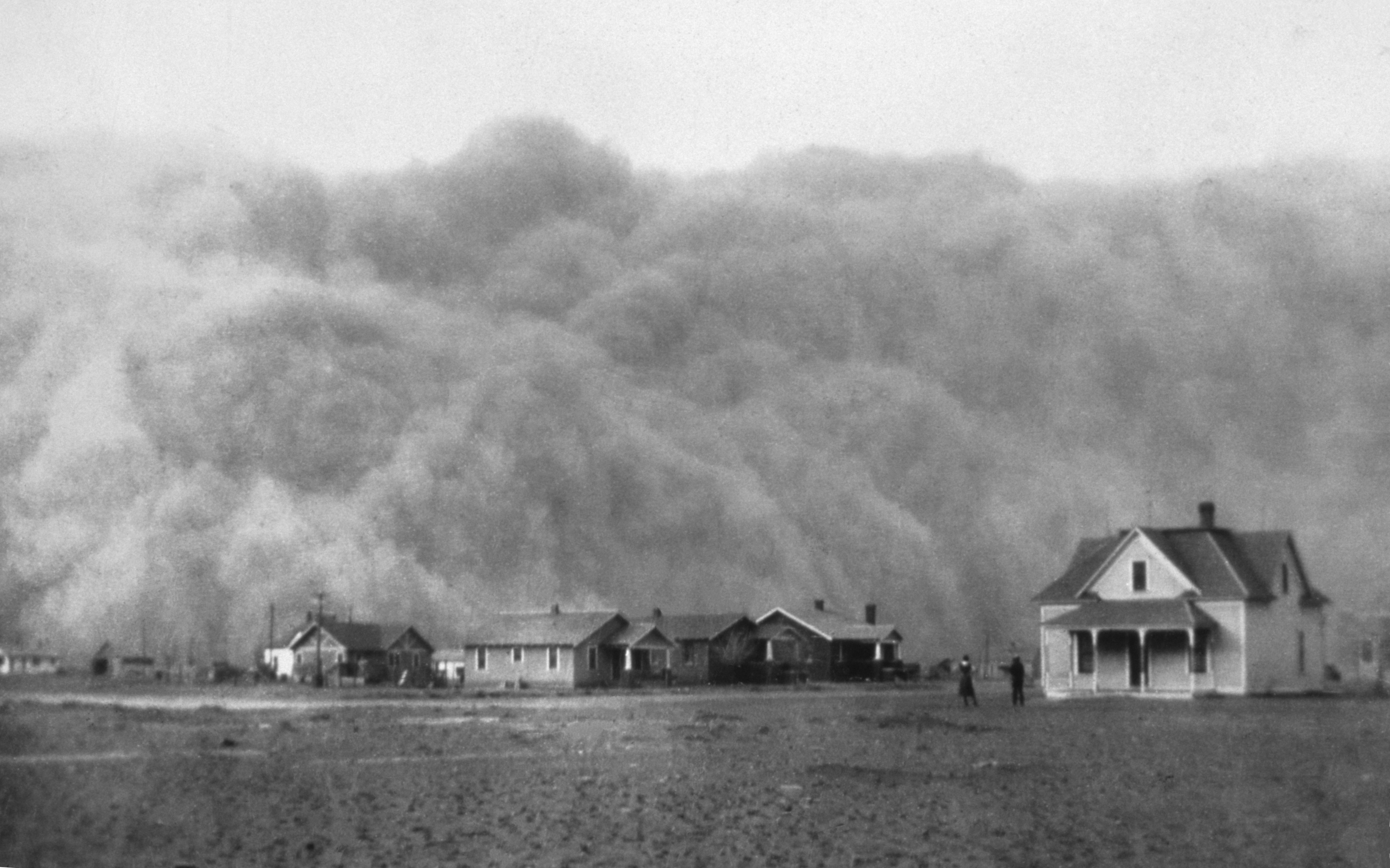
Front d'une tempête de poussière dans le Texas en 1935. Le Dust Bowl est une conséquence du surlabourage et de l'érosion des sols.

Le surlabourage est un excès de labour affectant le bon état agronomique des sols cultivés. C'est un cas de surexploitation ou de mauvaise gestion des terres arables.

## Conséquences
Les conséquences du surlabourage sont différentes selon la région, le climat ou le type de sol. Il peut entraîner une baisse du taux d'humus, une réduction de la faune du sol et de sa biodiversité, la compaction de la couche sous-jacente (semelle de labour) ou une érosion des sols. À une étape intermédiaire de dégradation, la terre peut perdre sa fertilité et retourner à la friche. Sous climat aride, le surlabourage peut entraîner, avec le surpâturage, la désertification.

## Quelques exemples

### La Chine du Nord-Ouest
Le surlabourage est pratiqué dans la Chine du Nord-Ouest. La Chine a en effet compensé la perte de terres arables dans ses provinces côtières due à l’industrialisation rapide, par le défrichement des prairies dans ses provinces du nord-ouest. Cette mesure a contribué à l’émergence de tempêtes de poussière qui gagnent chaque année les villes de l'Est.
Le surlabourage et le surpâturage, joints au surpompage des nappes phréatiques dans la plaine de Chine du Nord, peuvent remettre en question la sécurité alimentaire en Chine.

### Le Kazakhstan
L'Union soviétique a étendu à l'excès les terres labourées lors de son projet « Terres vierges », entre 1954 et 1960, en Asie Centrale, particulièrement au Kazakhstan. Ces terres ne pouvaient pas toutes supporter la mise en culture. En raison du climat semi-aride, la majeure partie des terres à blé du Kazakhstan se sont érodées au point de ne plus pouvoir être cultivées. Ainsi la superficie totale moissonnée au Kazakhstan est passée de 25 millions d'hectares entre 1960 et 1980 à 12 millions d'hectares en 2000.

### Les États-Unis
Le surlabourage aux États-Unis serait au moins en partie responsable du phénomène de Dust Bowl intervenu durant la Grande Récession des années 30, qui a engendré la migration d'environ 3 millions de personnes, notamment des fermiers de l'Oklahoma vers les états de l'ouest comme la Californie. Les autorités américaines ont réagi à cette catastrophe écologique en créant le « Soil Conservation Service » (aujourd'hui « Natural Resources Conservation Service ») dépendant du département de l'Agriculture.